# Abkær Mose
Abkær Mose er den centrale mose i en stor naturfredning syd for Vojens i Haderslev Kommune. Fredningen af de udstrakte moseområder fra 1985, der også omfatter Stengelmose og Hjarup Mose, skal føre dem tilbage til deres oprindelige udseende. 
Det er et storslået landskab, der danner rammen for moserne, der er et af landsdelens vigtigste moseområder. Abkær mose er en af landets fineste højmoser, og også en af de sidste. 
De store moser Abkær, Hjarup og Stengelmose syd for Vedsted er dannet, da mægtige isolerede isklumper, der lå vest for selve gletsjerfronten, smeltede. Moserne er gennem årene vokset til med tørvemosser og derved blevet til højmoser. 
Hjarup Mose er næsten helt forsvundet, mens der i Abkær Mose ses to uforstyrrede højmosearealer; i Stengelmose er også mindre højmosearealer.
Moserne ligger i et sammenhængende landskabsstrøg, der bl.a. indeholder Oksevejen fra Haderslev og en del af Hærvejen fra Haderslev Dam i nord, over Pamhule, Vedstedområdet, Vedsted Sø og Rygbjerg Søer til Stenhøjområdet vest for Hovslund Stationsby. Moseområdet er en del af en samlet bevaringsplan for de sønderjyske moser, der biologisk, geologisk, botanisk og ornitologisk er særdeles interessante.
Området er bedst egnet til ture i bil eller på cykel. Fra Vedsted kan man tage mod syd af Stendyssevej og gøre holdt ved ”Femhøje”, hvor der ligger en række spændende oldtidshøje. Fortsætter man mod syd, kører man langs vestsiden af Abkær Mose. Drejer man til venstre mod Haderslev kommer man til P-plads med fugletårn, hvorfra der er udsigt over mosen.
Abkær Mose er særlig værdifuld, fordi den oprindelige plantevækst er bibeholdt.